# Nephelium hamulatum
Nephelium hamulatum är en kinesträdsväxtart som beskrevs av Ludwig Radlkofer. Nephelium hamulatum ingår i släktet Nephelium och familjen kinesträdsväxter. Inga underarter finns listade i Catalogue of Life.